# Jordan 197
Jordan 197 je Jordanov dirkalnik Formule 1 za sezono 1997, ki ga je zasnoval Gary Anderson, dirkača pa sta bila Ralf Schumacher in Giancarlo Fisichella. V prvem delu sezone je imel predvsem Schumacher težave z zanesljivostjo, saj je na prvih sedmih dirkah dosegel le eno uvrstitev, toda to je bilo tretje mesto na dirki za Veliko nagrado Argentine, njegova najboljša uvrstitev sezone. Fisichella je kot svojo najboljšo uvrstitev sezone dosegel drugo mesto na dirki za Veliko nagrado Belgije ob tem pa se je na stopničke uvrstil še s tretjim mestom na dirki za Veliko nagrado Kanade, skupno pa sta dirkača dosegla še devet uvrstitev med dobitnike točk. To je moštvu prineslo peto mesto v konstruktorskem prvenstvu s 33-imi točkami.

## Popolni rezultati Formule 1
(legenda) 
| Leto | Moštvo | Motor       | Gume | Dirkača              | 1   | 2   | 3   | 4   | 5   | 6   | 7   | 8   | 9  | 10  | 11  | 12  | 13  | 14  | 15  | 16  | 17  | Toč | Prv |
| ---- | ------ | ----------- | ---- | -------------------- | --- | --- | --- | --- | --- | --- | --- | --- | -- | --- | --- | --- | --- | --- | --- | --- | --- | --- | --- |
| 1997 | Jordan | Peugeot V10 | G    |                      | AVS | BRA | ARG | SMR | MON | ŠPA | KAN | FRA | VB | NEM | MAD | BEL | ITA | AVT | LUK | JAP | EU  | 33  | 5.  |
| 1997 | Jordan | Peugeot V10 | G    | Ralf Schumacher      | Ret | Ret | 3   | Ret | Ret | Ret | Ret | 6   | 5  | 5   | 5   | Ret | Ret | 5   | Ret | 9   | Ret | 33  | 5.  |
| 1997 | Jordan | Peugeot V10 | G    | Giancarlo Fisichella | Ret | 8   | Ret | 4   | 6   | 9   | 3   | 9   | 7  | 11  | Ret | 2   | 4   | 4   | Ret | 7   | 11  | 33  | 5.  |